# Kurt Albrecht (Musiker)
Kurt Albrecht (geboren 1. November 1895 in Ricklingen; gestorben 23. Februar 1971 in Rommelshausen) war ein deutscher Komponist. 

## Leben
Kurt Albrecht war Sohn eines Pastors und erlernte bei ihm das Orgelspiel. Er lebte nach dem Ersten Weltkrieg in Berlin und ging 1925 als Organist nach Dresden. Von 1928 bis 1930 arbeitete er als Kinokapellmeister in Stuttgart und war danach dort freischaffend als Organist, Cembalalist und Pianist tätig, er trat auch regelmäßig im Rundfunk auf. In Vaihingen und Rohr hatte er Dirigentenämter.
Albrecht trat zum 1. Mai 1933 in die NSDAP ein (Mitgliedsnummer 2.917.706) und wurde Leiter der Kreismusikerschaft Stuttgart. Von 1943 bis 1945 war er Landesleiter der Reichsmusikkammer im Gau Württemberg-Hohenzollern. Er wurde während des Krieges in Stuttgart ausgebombt und zog nach Göppingen, wo er als Privatmusiklehrer arbeitete. Albrecht stand 1944 in der Gottbegnadeten-Liste des Reichsministeriums für Volksaufklärung und Propaganda.
Nach dem Krieg lebte er ab 1950 in Stuttgart-Wangen und zog im Alter nach Rommelshausen. 
Ein Teil seiner Aufzeichnungen ging im Zweiten Weltkrieg verloren. Aufnahmen der Streichquartette Nr. 2 und Nr. 3 brachte der Sohn des Komponisten später als private LP-Pressung heraus. Seine Symphonie in f-Moll spielte Albrecht 1948 mit dem Radio-Sinfonieorchester Stuttgart ein.

## Kompositionen (Auswahl)
- Chaconne. Ausführende: Gustav Frielinghaus, Jaan Ots
- Symphonie für Streichorchester und Pauken. Ausführende: Hamburger Camerata
- Partita für Kammerorchester nach einem Motiv von Heinrich Schütz. Ausführende: Hamburger Camerata
- Streichquartett Nr. 2 (1959); Streichquartett Nr. 3 (1961). Ausführende: Hans Kalafusz; Miwako Nagatomi; Christian Hedrich; Rudolf Gleißner
- Elf Spielstücke für Sopranblockflöte, Altblockflöte und Klavier. Stuttgart: Carus, 1978